# Missionarie guadalupane di Cristo Re
Le Missionarie Guadalupane di Cristo Re (in spagnolo Misioneras Guadalupanas de Cristo Rey) sono un istituto religioso femminile di diritto pontificio: le suore di questa congregazione pospongono al loro nome la sigla M.G.C.R.

## Storia
La congregazione fu fondata il 22 maggio 1930 in Messico da José Castellón Velasco insieme con Josefina María Valencia y Rodríguez.
L'istituto, affiliato alla confederazione benedettina dal 15 novembre 1950, ricevette il pontificio decreto di lode il 2 agosto 1975.

## Attività e diffusione
Le suore si dedicano all'istruzione della gioventù e al servizio domestico in seminari e collegi ecclesiastici.
Oltre che in Messico, sono presenti in Guatemala, in Nicaragua e negli Stati Uniti d'America; la sede generalizia è a Villa Guadalupe, presso Città del Messico.
Alla fine del 2008 la congregazione contava 188 religiose in 26 case.